# 二葉百合子
二葉 百合子（ふたば ゆりこ、1931年6月23日 - ）は、日本の浪曲師、演歌歌手。日本浪曲協会名誉顧問。本名、大村 百合子（おおむら ゆりこ）

## 略歴
東京都葛飾区堀切生まれ。浪曲師の父・東若武蔵に師事し、3歳で浪曲師として初舞台を踏む。日本ポリドール蓄音器商會（日本国内におけるポリドール・レコード。現：ユニバーサルミュージックLLC）所属となった後、9歳頃に父が二葉を座長にした「二葉百合子一座」を作り、以降地方公演で日本全国を周るようになった。その後、関東節を女流ながらこなす稀な存在として、名を上げる。
1957年には『女国定』でレコードデビューし、間奏に浪曲の台詞を入れる「歌謡浪曲」を確立させた。
1963年、歌手の大村忠と結婚し、長男を儲ける。結婚を機に夫は二葉のマネージャーに転じた。
1970年文化庁芸術祭賞優秀賞受賞。
事実をもとに作られ、菊池章子が歌ってヒットさせた「岸壁の母」（作詞：藤田まさと、作曲：平川浪竜）を1972年に台詞入りでカバーし大ヒットさせたことで特に有名。1976年には同曲で第18回日本レコード大賞（TBSテレビ・ラジオ）の審査員会選奨賞、日本有線大賞の有線ヒット賞を受賞し第27回NHK紅白歌合戦（NHK総合・ラジオ第1）に出場した。他のヒット曲に「九段の母」（戦前の塩まさるのカバー）・「関東一本〆」がある。
母物・股旅物を得意とし、和服で純和風な演歌を歌う。母の感情のこもった歌声に涙を誘われる人も多い。その歌声は古稀を過ぎ芸能生活75年を迎えても健在であり、昔と変わらない姿を見せた。
2010年3月17日、記者会見を行い、翌2011年3月の東京公演を最後に現役を引退すると発表。2011年3月6日にNHKホールにて最終公演を行い、77年間の芸能生活に終止符を打った。「今後は後進の育成に携わる」としていたが、以後もテレビ出演依頼やメディアの取材には応じている。
2014年3月29日放送された『第20回家族で選ぶにっぽんの歌』（NHK総合）にて、引退から3年ぶりに一夜限りの復活を果たした。翌2015年8月8日の『思い出のメロディー』（NHK総合・ラジオ第1）や、2018年5月15日、2024年5月14日には『うたコン』（NHK総合）にも出演。
ステージにおいては、2016～2018年に弟子の原田悠里、藤あや子、石原詢子のコンサートにゲスト出演している。
2021年6月には満90歳を迎え、同年8月14日、『人生、歌がある』（BS朝日）に出演。同番組では弟子の坂本冬美、藤あや子らと共演、「岸壁の母」など往年のヒット曲を披露し、貫禄を見せた。

## 人物

### 幼くして浪曲家デビュー
5人きょうだい（2男3女）の次女として生まれた。3歳の頃、父が子どもたちに「誰か浪曲をやりたいやつはいるか？」と聞いた所、二葉だけが「やる」と言ったことから、以後父に浪曲を教わるようになった。当時、父が横綱・双葉山のファンだったことにちなんで、「二葉百合子」という芸名が付けられた。また、普段の生活では𠮟られるとカーッとなるような負けず嫌いな性格で、きょうだいゲンカをすると兄を倒してしまうほどの“きかん坊”だったことから、当時のあだ名は「おとこおんな」だった。
父は芸に厳しかったことから幼い二葉にも、「こうい話の筋なんだから、大人の気持ちになってやらなきゃダメなんだ」などと𠮟られたり、時にはゲンコツを落とされ、褒めてもらえるのは10回に1回ぐらいだったという。また、舞台では客からは孫を見るように暖かく見守られ、お菓子やおひねりなどのご褒美をもらえることがとても嬉しかったという。
9歳頃の「二葉百合子一座」の地方公演は、昔で言う「芝居小屋」の他、小学校の講堂や公民館などでも公演を行い、当時娯楽の少ない時代だったこともあり、どこの会場でも多くの客が入った。その舞台では、父や他の大人の浪曲師たちが先に出番を迎え、二葉がトリを務めると、一生懸命浪曲をやる“子どもの座長さん”として客から温かい拍手をもらった。

### 戦時中の地方公演
その後次第に第二次世界大戦の戦況が激しくなるが、「二葉百合子一座」による地方公演は戦時中も中止にはならず、休みなくやり続けた。ただし、当時は浪曲にも検閲があり、恋愛ものや“切った張った”などの内容は一切できず、父は地方公演での演目選びにとても苦労したという。その後東京への空襲がひどくなったことで家族は両親の出身地である山梨県韮崎市に疎開した。ただし、二葉と父だけは浅草の知り合いの家の一室を借り、そこから全国を周る公演を続けた。
しかし後日地方巡業から浅草に戻ると、3月10日の東京大空襲により知り合いの家を含めた辺り一面が焼け野原になっていた。このため二葉と父も家族がいる山梨へ行くことになり、今度はそこから中央本線に乗って全国巡業を続け、14歳で終戦を迎えた。この疎開中に父は、浪曲と歌謡曲をミックスさせた「歌謡浪曲」を考案し、終戦後から本格的に二葉が取り組んでいくこととなる。

### 独立後からの父との関わり
1963年に結婚と同時期に浪曲師として父から独立し、テレビやラジオへの出演やレコードを出すようになった。離れて暮らす父からは、その後もテレビなどで歌唱を見ては「お腹から声が出ていない！」などと電話を通じて𠮟られることが続いた。
1976年、大ヒットした「岸壁の母」で紅白歌合戦に初出場した時、父から「百合子、歌もヒットさせてもらって念願の紅白に出られて、やっぱり続けていて良かったな」とものすごく喜ばれた。
その後父は81歳で亡くなったが、息を引き取る直前、父は家族や医者などを人払いして二葉と2人きりの時間を作った。すると父から「今まで本当に苦労をさせたけれど、お前のおかげでいい暮らしができた。嫌な思いをしただろうけどありがとう。辛抱してくれて良かった」と感謝の言葉をかけられた。

### 芸能活動引退
お客さんから“二葉百合子も声が出なくなって哀れだな…”と言われる前に引退することを何年も前から決めており、当初2006年の「芸能生活70周年コンサート」での引退を考えていた。しかし、当時まだそこそこ声が出ていたことに加え、同年に旭日小綬章を授かったことから「これはもうちょっと頑張らないと」との考えにより引退を取りやめた。2011年3月、80歳を機に（ただし、実際の二葉の誕生日は6月）引退することにした。
引退後もインタビューなどを受けたり、坂本冬美、藤あや子などの弟子たちに歌唱指導を行うなどしている（2014年現在）。
2023年11月4日放送の「人生、歌がある」や、2024年5月14日放送の『うたコン』などに出演し、『岸壁の母』を歌唱するなど、90代でも歌声は健在で、いくつかの歌番組で歌唱している。

## テレビ番組
- 夜のヒットスタジオ（フジテレビ）
- 夜明けの刑事 第84話「危うし！岸壁の母」（1976年、TBS ※本人役で出演）
- 年忘れにっぽんの歌（テレビ東京）
- あなたが聴きたい 歌の4時間スペシャル　年忘れ緊急特別編（TBS）2008年12月25日
- NHK歌謡コンサート（NHK総合）
- 思い出のメロディー（NHK総合・ラジオ第1）2015年8月8日
- 歌謡チャリティーコンサート（NHK総合）
- スタジオパークからこんにちは（NHK総合）
- BS日本のうた（NHK BS2）
- シブヤらいぶ館「演歌一本勝負」（NHK BS2）
- 渋谷らいぶステージ（NHK BS2）
- 家族で選ぶにっぽんの歌（NHK総合）2011年5月5日※引退前テレビ最終出演、2014年3月29日
- ファミリーヒストリー 泉ピン子 ～父が語ったルーツ（NHK総合）2017年11月8日  ※泉ピン子の父（広沢竜造）について語った。
- うたコン（NHK総合）2024年5月14日

他、数々の歌番組に出演。

### NHK紅白歌合戦出場歴
（NHK総合・ラジオ第1）
| 年度/放送回               | 回 | 曲目     | 出演順 | 対戦相手 |
| ------------------------- | -- | -------- | ------ | -------- |
| 1976年（昭和51年）/第27回 | 初 | 岸壁の母 | 20/24  | 加山雄三 |

注意点
- 出演順は「出演順/出場者数」で表す。

## 弟子
- 石川さゆり
- 坂本冬美[2]（2002年の歌手活動休業中に弟子入り。二葉からの激励の言葉と歌のレッスンを機に、2003年活動を再開）
- 原田悠里[2]
- 藤あや子[2]
- 石原詢子[2]
- 湯原昌幸
- 島津亜矢[2]
- 岡田美鈴（元二葉百合江、鈴々舎馬風の妻）
- 二葉しげる 玉川カルテットメンバー。

### かつての弟子
- 内藤やす子

## 受賞・受章
- 1977年：日本放送演芸大賞受賞
- 1994年：芸術選奨文部大臣賞受賞[2]
- 1999年：日本レコード大賞功労賞受賞
- 2006年：旭日小綬章受章[1]
- 2014年：第49回長谷川伸賞受賞[2]

## 脚註